# Khaled Tlatli
Khaled Tlatli (arabe : خالد التلاتلي), né le 24 mars 1937 à Nabeul et mort le 20 septembre 1998 à Tunis, est un journaliste, réalisateur, producteur de radio et  de télévision tunisien.

## Biographie
Après des études primaires dans sa ville natale de Nabeul, puis au lycée Alaoui de Tunis, il poursuit ses études à l'Institut de presse et des sciences de l'information puis au Centre de formation des journalistes de Paris. Il devient commentateur-speaker des Actualités tunisiennes filmées à Paris et Rome (1958-1963) et correspondant de Radio Tunis, de La Revue de la RTT, de La Presse de Tunisie et de l’hebdomadaire Annida.
Il rejoint Radio Tunis en 1964 et y produit les émissions suivantes : Art et culture, diffusée dans le cadre du journal en langue arabe de 1964 à 1971, la Revue du lundi puis la Revue du dimanche diffusée de 1964 à 1976, ainsi que Rencontres.
Il reprend en 1967 la direction de la maison de la culture Ibn-Rachik de Tunis où, qualifié de « pionnier », il conçoit, organise et anime des activités culturelles et artistiques destinées au grand public.
À la télévision, il produit à partir de 1966 une série d’entretiens avec les ténors de la culture tunisienne et arabe (chanteurs, hommes de lettres, de théâtre et de cinéma, etc.), notamment Oum Kalthoum, Abdel Halim Hafez, Fairuz et Mohamed Abdelwahab. Il produit également les émissions Club des jeunes (diffusée en direct chaque semaine pendant une heure), Le Monde des artistes (présentation de la vie et de l’œuvre des principaux pionniers des arts), Culture vivante (panorama de l’actualité culturelle en Tunisie et dans le monde), Air et parole (soirée bimensuelle avec la participation de grandes vedettes de la chanson et de personnalités de la culture), Trait d’union (magazine télévisé de l’actualité en Tunisie et dans le monde) et Rencontre (portraits de personnalités des arts, de la culture et de la société).
De 1976 à 1994, il est fonctionnaire au Centre d'information des Nations unies à Tunis.
En tant que consultant en information et en communication (1983-1998), il réalise, à la demande notamment d'organismes internationaux, des documentaires filmés en arabe et en français tels que Pour échapper à la fatalité, Vivre pour autrui, Pour un monde meilleur et 16e conseil.

## Travaux publiés
Outre les innombrables articles, reportages, études, commentaires et critiques publiés en français et en arabe par les journaux et revues tunisiens et étrangers, Tlatli dirige, réalise et publie deux collections comportant quinze brochures et fascicules rendant hommage à des personnalités du monde de la culture : Chedly Khaznadar (ar), Mohamed Laribi, Khélifa Stambouli, Mohamed Marzouki, Mahmoud Bourguiba, Ali Riahi, Anton Tchekhov, Mohamed Fadhel Ben Achour, Othman Kaak, Abdelaziz El Aroui, Hédi Laâbidi, Mohamed Laroussi Métoui, Aly Ben Ayed, Yahia Turki, Brahim Konstantini et Ibn Rachik.

## Hommages
Décoré de l’Ordre de la République tunisienne et lauréat du Premier prix journalistique présidentiel « Hédi Laâbidi » pour la meilleure production audiovisuelle, une rue d'El Menzah porte son nom.